# Aloe citrea
Aloe citrea é uma espécie de liliopsida do gênero Aloe, pertencente à família Asphodelaceae.